# یواس‌آرسی جیمز گوتری (۱۸۶۸)
یواس‌آرسی جیمز گوتری (۱۸۶۸) (به انگلیسی: USRC James Guthrie (1868)) یک کشتی بود که طول آن 85' بود.